# 拉萨勒 (上比利牛斯省)
拉萨勒（法語：Lassales，法語發音：[lasal]）是法国上比利牛斯省的一个市镇，属于塔布区。

## 地理
拉萨勒（43°12'47"N, 0°29'14"E）面积2.52 平方千米，位于法国奧克西塔尼大區上比利牛斯省，该省份为法国西南部内陆省份，北至热尔省，西接大西洋比利牛斯省，南与西班牙接壤，东临上加龙省。
与拉萨勒接壤的市镇（或旧市镇、城区）包括：戈桑、蒙莱翁马尼奥阿克、蒙隆。

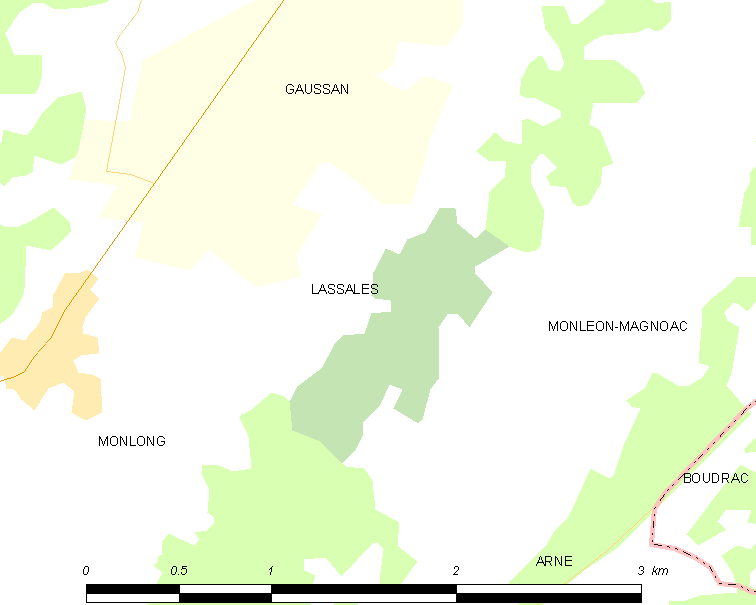
的OSM定位图

拉萨勒的时区为UTC+01:00、UTC+02:00（夏令时）。

## 行政
拉萨勒的邮政编码为65670，INSEE市镇编码为65266。

## 政治
拉萨勒所属的省级选区为山丘县。

## 人口

1962-2008年间人口变化图示

拉萨勒于2022年1月1日时的人口数量为37人。